# Werner Maihofer
Werner Maihofer (Constanza, 20 de octubre de 1918-Bad Homburg, 6 de octubre de 2009) fue un jurista, filósofo y político alemán. Ocupó el cargo de Ministro Federal de Interior entre 1974 y 1978 hasta que dimitió tras un escándalo relacionado con unas escuchas telefónicas ilegales a Klaus Traube.

## Biografía
Hábil patinador de velocidad cuando era joven, Maihofer fue miembro de la selección del equipo nacional alemán en los Juegos Olímpicos de Garmisch-Partenkirchen de 1936. Maihofer sirvió en la Wehrmacht en la Segunda Guerra Mundial y, posteriormente, estudió en la Universidad de Friburgo, recibiendo la licenciatura de derecho en 1950. Maihofer recibió de habilitación en 1953 y en algún momento obtuvo el profesorado en la Universidad del Sarre.
Maihofer no se unió al Partido Democrático Libre hasta 1969. Fue uno de los líderes del pensamiento del liberalismo social en Alemania, fue coautor de las tesis de Friburgo junto con Karl-Hermann Flach y Walter Scheel en 1971. En 1974, Hans-Dietrich Genscher como ministro federal del Interior bajo la cancillería de Helmut Schmidt y, durante el otoño alemán, tuvo que devolver varias restricciones a las libertades civiles.

## Escándalo de escuchas ilegales
Durante el Otoño Alemán, la Fracción del Ejército Rojo incrementó sus actividades. Los sospechosos fueron monitoreados con la esperanza de obtener información que pudiera conducir a la captura de los militantes. Klaus Traube, un industrial nuclear, simpatizaba con los grupos que se oponían a la energía nuclear. Se sospechaba que pasaba información secreta a radicales de izquierda. En 1975, en una operación encubierta llamada "Operación Basura", el BND, bajo la supervisión de Maihofer plantó una serie de escuchas telefónicas en la casa de Traube. Posteriormente también informaron a su empleador que, como resultado, lo despidió. Esta operación ilegal fue descubierta en 1977 por la revista Der Spiegel. Maihofer renunció al cargo de ministro en 1978, después de asumir la responsabilidad por las escuchas telefónicas ilegales. Maihofer volvió a ocupar la cátedra de la Universidad de Bielefeld que ocupaba desde 1970.

## Muerte
Maihofer murió el 6 de octubre de 2009. Era el ministro federal alemán de mayor edad vivo en el momento de su muerte. Fue enterrado en Frankfurt am Main.